# Almanaque de Bristol
El Almanaque de Bristol cuyo nombre completo es "Almanaque pintoresco de Bristol" es una publicación de la empresa Lanman & Kemp-Barclay & Co. Inc de Nueva Jersey, EE. UU., para promocionar sus productos de jabonería y perfumería. Se publica continuamente desde 1832, siendo muy popular en los países de Hispanoamérica y Brasil desde principios del siglo XX, para los cuales la empresa saca ediciones por país o región.
El almanaque pintoresco de Bristol se edita e imprime en Nueva Jersey con cerca de cinco millones de ejemplares que se distribuyen para Colombia, Perú, Ecuador, Bolivia, Panamá, Nicaragua, El Salvador, Honduras, México, Brasil, Paraguay zona del Caribe y en la costa este de los Estados Unidos. El Observatorio Naval de los Estados Unidos es el encargado de realizar los estudios sobre predicciones del tiempo, mareas y cálculos astronómicos para cada país en el que se distribuye.
En principio es gratuito, pero también se vende a precios muy bajos e, incluso, ha sido objeto de falsificaciones.

## Historia
El almanaque fue publicado inicialmente por el químico y farmacéutico Cyrenius Charles Bristol, cuya efigie aún ilustra la portada, para promocionar su jarabe tónico de "zarzaparilla" y divulgar consejos. Posteriormente, en 1856, fue adquirido por Lanman & Kemp-Barclay la cual a finales del siglo XIX emite ediciones para la península ibérica y para los países iberoamericanos, en donde pronto se convirtió en objeto de consulta popular para orientar decisiones tales como el momento propicio para la siembra o el momento de salir a pescar, hasta la fecha más adecuada para cortarse el cabello.

## Contenido
La publicación sigue el esquema de las de su género y así en sus dieciséis páginas tiene:
- Datos astronómicos para cada mes incluyendo fechas de eclipses, fechas de inicio de las estaciones, recomendaciones para la pesca y predicciones climáticas y de mareas, que la publicación asegura son calculadas especialmente para cada país.
- Datos religiosos cristianos y cómputos eclesiásticos como fechas de las témporas , las fiestas móviles y el santoral para cada día del año.
- Datos astrológicos y el horóscopo.
- También incluye característicamente una tragicomedia gráfica en 8 cuadros, poemas o epigramas, chistes, frases célebres y datos curiosos.

## El almanaque y la literatura
El almanaque de Bristol por su popularidad es mencionado por varios escritores hispanoamericanos destacados como parte de lo cotidiano o como referencia y fuente de consulta común de los personajes de novelas y cuentos, como es el caso de Gabriel García Márquez en las novelas "La hojarasca" y "El amor en los tiempos del cólera", así como en sus memorias "Vivir para contarla". Jorge Luis Borges y Adolfo Bioy Casares también lo mencionan en su obra conjunta publicada con el seudónimo H. Bustos Domecq "Seis problemas para don Isidro Parodi" y lo mismo que Miguel Ángel Asturias en "Mulata de tal", así como el escritor salvadoreño Napoleón Rodríguez Ruiz lo menciona en su novela costumbrista Jaraguá. 
El historiador y ensayista colombiano Germán Arciniegas señaló que el almanaque de Bristol tuvo en él una profunda influencia y dice:

Mi curiosidad literaria, como la de casi todos los de mi generación, no nació de haber caído en mis manos ni Homero, ni Cervantes, ni Virgilio, sino el Almanaque de Bristol.